# Solomon Saltiel
Solomon Mois Saltiel (en búlgaro: Соломон Моис Салтиел), (31 de agosto de 1947 – 7 de mayo de 2009) fue un físico búlgaro.

## Biografía
Solomon Saltiel nació en Sofía y estudió allí en la escuela politécnica "A. S. Popov".
Recibió la licenciatura en la Universidad Estatal de Moscú en 1973 y un doctorado por la
misma universidad en 1976, donde su director de tesis fue prof. Sergei A. Akhmanov.
Desde 1978 fue lector en la Universidad de Sofía y a partir de 1996 Catedrático de universidad.
En 2004 fue elegido miembro da le Academia Búlgara de Ciencias.
Su campo de la investigación fue la óptica no lineal, la tecnología láser y la espectroscopia.